# Klavdia Totxónova
Klavdia Totxónova   (Tver, 16 de novembre de 1921 - 30 de maig de 2004) va ser una atleta russa, especialista en el llançament de disc i pes, que va competir durant les dècades de 1940 i 1950.
El 1952 va prendre part en els Jocs Olímpics de Hèlsinki, on va guanyar la medalla de bronze en la prova del llançament de pes del programa d'atletisme. En aquesta prova fou superada per Galina Zybina i Marianne Werner.
En el seu palmarès també destaca una medalla de plata en la prova del llançament de pes al Campionat d'Europa d'atletisme de 1950, rere la seva compatriota Anna Andreyeva, dues medalles d'or al Festival Mundial de la Joventut i els Estudiants (1949 i 1951) i el títol nacional de pes de 1951. El 1949, amb un llançament de 14,86 metres, va establir el rècord del món del llançament de pes.
En retirar-se passà a exercir d'entrenadora d'atletisme a Sant Petersburg.

## Millors marques
- Llançament de pes. 15,09 metres (1952)
- Llançament de disc. 45,63 metres (1948)[1][4]